# اس‌اس دلفین (۱۹۲۱)
اس‌اس دلفین (۱۹۲۱) (به انگلیسی: SS Delphine (1921)) یک کشتی است که طول آن 257.8ft می‌باشد. این کشتی در سال ۱۹۲۱ ساخته شد.